# Сяовей
Сяовей (кит.: 校尉; піньїнь: xiàowèi)— старше офіцерське звання в Китаї часів династії Хань. Перебував під командуванням генерала. Відповідає полковнику або регіментарю європейських армій.